# Gerland (Costa d'Or)
Gerland és un municipi francès, situat al departament de la Costa d'Or i a la regió de Borgonya - Franc Comtat. L'any 2007 tenia 405 habitants.

## Demografia

### Població
El 2007 la població de fet de Gerland era de 405 persones. Hi havia 139 famílies, de les quals 20 eren unipersonals (12 homes vivint sols i 8 dones vivint soles), 41 parelles sense fills, 70 parelles amb fills i 8 famílies monoparentals amb fills.
La població ha evolucionat segons el següent gràfic:
Habitants censats

### Habitatges
El 2007 hi havia 151 habitatges, 142 eren l'habitatge principal de la família, 6 eren segones residències i 3 estaven desocupats. 149 eren cases i 1 era un apartament. Dels 142 habitatges principals, 125 estaven ocupats pels seus propietaris, 10 estaven llogats i ocupats pels llogaters i 6 estaven cedits a títol gratuït; 4 tenien dues cambres, 14 en tenien tres, 33 en tenien quatre i 90 en tenien cinc o més. 116 habitatges disposaven pel capbaix d'una plaça de pàrquing. A 38 habitatges hi havia un automòbil i a 95 n'hi havia dos o més.

### Piràmide de població
La piràmide de població per edats i sexe el 2009 era:
| Homes | Edats   | Dones |
| ----- | ------- | ----- |
| 0     | 95 o +  | 0     |
| 0     | 90 a 94 | 4     |
| 0     | 85 a 89 | 0     |
| 4     | 80 a 84 | 4     |
| 4     | 75 a 79 | 0     |
| 4     | 70 a 74 | 8     |
| 8     | 65 a 69 | 12    |
| 8     | 60 a 64 | 0     |
| 4     | 55 a 59 | 0     |
| 12    | 50 a 54 | 12    |
| 16    | 45 a 49 | 20    |
| 12    | 40 a 44 | 16    |
| 16    | 35 a 39 | 20    |
| 12    | 30 a 34 | 12    |
| 12    | 25 a 29 | 4     |
| 12    | 20 a 24 | 4     |
| 12    | 15 a 19 | 28    |
| 20    | 10 a 14 | 12    |
| 16    | 5 a 9   | 12    |
| 8     | 0 a 4   | 12    |

## Economia
El 2007 la població en edat de treballar era de 279 persones, 234 eren actives i 45 eren inactives. De les 234 persones actives 224 estaven ocupades (115 homes i 109 dones) i 10 estaven aturades (4 homes i 6 dones). De les 45 persones inactives 14 estaven jubilades, 16 estaven estudiant i 15 estaven classificades com a «altres inactius».

### Ingressos
El 2009 a Gerland hi havia 148 unitats fiscals que integraven 416 persones, la mediana anual d'ingressos fiscals per persona era de 22.119 €.

### Activitats econòmiques
Dels 15 establiments que hi havia el 2007, 2 eren d'empreses de fabricació d'altres productes industrials, 2 d'empreses de construcció, 2 d'empreses de comerç i reparació d'automòbils, 1 d'una empresa d'hostatgeria i restauració, 1 d'una empresa financera, 1 d'una empresa immobiliària, 4 d'empreses de serveis, 1 d'una entitat de l'administració pública i 1 d'una empresa classificada com a «altres activitats de serveis».
L'únic servei als particulars que hi havia el 2009 era una empresa de construcció.
L'any 2000 a Gerland hi havia 9 explotacions agrícoles que ocupaven un total de 840 hectàrees.

## Equipaments sanitaris i escolars
El 2009 hi havia una escola elemental integrada dins d'un grup escolar amb les comunes properes formant una escola dispersa.

## Poblacions més properes
El següent diagrama mostra les poblacions més properes.